# Laguna Escondida (sjö i Chile)
Laguna Escondida är en sjö i Chile.   Den ligger i regionen Región de Atacama, i den nordöstra delen av landet, 800 km norr om huvudstaden Santiago de Chile. Laguna Escondida ligger 4 358 meter över havet. Arean är 3,9 kvadratkilometer. Den sträcker sig 3,0 kilometer i nord-sydlig riktning, och 2,5 kilometer i öst-västlig riktning.
Trakten runt Laguna Escondida är ofruktbar med lite eller ingen växtlighet. Trakten runt Laguna Escondida är nära nog obefolkad, med mindre än två invånare per kvadratkilometer.